# Yohai Dadon
Yohai Dadon est un joueur franco-israélien de volley-ball né le 27 février 1985 à Beer-Sheva. Il mesure 2,01 m et joue central.

## Clubs
| Club                 | Pays   | De        | À         |
| -------------------- | ------ | --------- | --------- |
| Maccabi Hod Hasharon | Israël | 2007-2008 | 2007-2008 |
| GFCO Ajaccio         | France | 2008-2009 | …         |

## Palmarès
Néant.